# Маринский, Джейкоб
Джейкоб Акиба Маринский (англ. Jacob Akiba Marinsky, 11 апреля 1918, Баффало — 1 сентября 2005, Баффало) — американский химик, сооткрыватель элемента прометия.

## Биография
В возрасте 16 лет поступил в Университет штата Нью-Йорк в Буффало и получил степень бакалавра в 1939 году. Во время Второй мировой войны работал над Манхэттенским проектом и химиком в Лабораториях Клинтона с 1944 по 1946 год. В 1945 году Д. Маринский вместе с Л. Гленденином и Ч. Д. Кориэллом синтезировали новый редкоземельный элемент №61. Новый элемент был экстрагирован с помощью ионообменной хроматографии из продуктов ядерного синтеза, образующихся при бомбардировке неодимов нейтронами. По предложению жены Кориэлла новый элемент назван прометием, по имени мифологического титана Прометея. После окончания войны публикацию о получении нового элемента разрешили лишь в сентябре 1947 года. В 1949 году защитил диссертацию в Массачусетском технологическом институте. С 1957 работал в Университете Баффало. В 60-х годах XX века. Д. Маринский работал некоторое время по Программе Фулбрайта в Научно-исследовательском институте имени Вейцмана.
Маринский умер 1 сентября 2005 г. от миеломной болезни. Похоронен на Pine Hill Cemetery в Баффало. Был женат на Рут Слик, с которой прожил вместе 63 года. У них родилось 4 дочерей.